# اضطراب الشخصية الحدي
اضطراب الشخصيّة الحدّي (BPD)  (ملاحظة 1) -المعروف أيضًا باضطراب الشخصية غير المستقرة عاطفياً (EUPD)-  نوع من أنواع اضطراب الشخصيّة من المجموعة B أبرز أعراضه وملامحه وجود اندفاعية مميّزةٍ، وعدم اتّزانٍ في التعبير عن المشاعر، وفي العلاقات مع الأشخاص، وفي صورة الذات، وهو مصنّف ضمن الدليل التشخيصي والإحصائي للاضطرابات النفسية. إنه اضطراب في الشخصية يتميز بنمطٍ طويل الأمد من العلاقات الشخصية الكثيفة وغير المستقرة، والشعور المشوه بالذات، وردود الفعل العاطفية القوية.

وغالبًا ما ينخرط المصابون في إيذاء النفس وسلوكياتٍ خطيرةٍ أخرى بسبب صعوبة إعادة سويَّتهم العاطفية -على الأغلب- إلى خط الأساس الصحي أو الطبيعي. وقد يصارعون أيضًا الشعور بالفراغ والخوف من الهجران والانفصال عن الواقع.
يكون هذا الاضطراب موجودًا منذ مرحلة المراهقة، ويمكن أن يظهر عَرَضًا حسب الموقف. ومن الأعراض الأخرى المصاحبة له الخوف من الهجران والتهميش، وحدوث نوباتٍ شديدةٍ من الغضب والتهيّجيّة؛ الأمر الذي يكون من الصعب فهمه بالنسبة للآخرين. غالباً ما يبدي الأشخاص المصابون باضطراب الشخصيّة الحدّي رأيهم في الأشخاص المحيطين بشكلٍ إقصائيٍّ؛ إمّا بجعلهم مثاليّين وإما بأنهم غير متحلّين بالقيم، وذلك بشكلٍ متفاوتٍ ما بين التقدير العالي الإيجابي وخيبة الأمل السلبية. بالإضافة إلى ذلك فإنّ من الممكن أن يصل الأمر إلى إيذاء النفس أو حتى الانتحار.
بما أنّ هذا الاضطراب يتميّز بطول الأمد وقابليته للانتشار والتغلغل، فغالباً ما توجد ممانعة من قبل المصابين به للتشخيص النفسيّ، وخاصّة في المراحل الأولى من المراهقة أو البلوغ المبكر. ومن الممكن أن تزداد أعراض هذا الاضطراب سوءاً في حالة عدم العلاج المبكّر لها.

## التاريخ

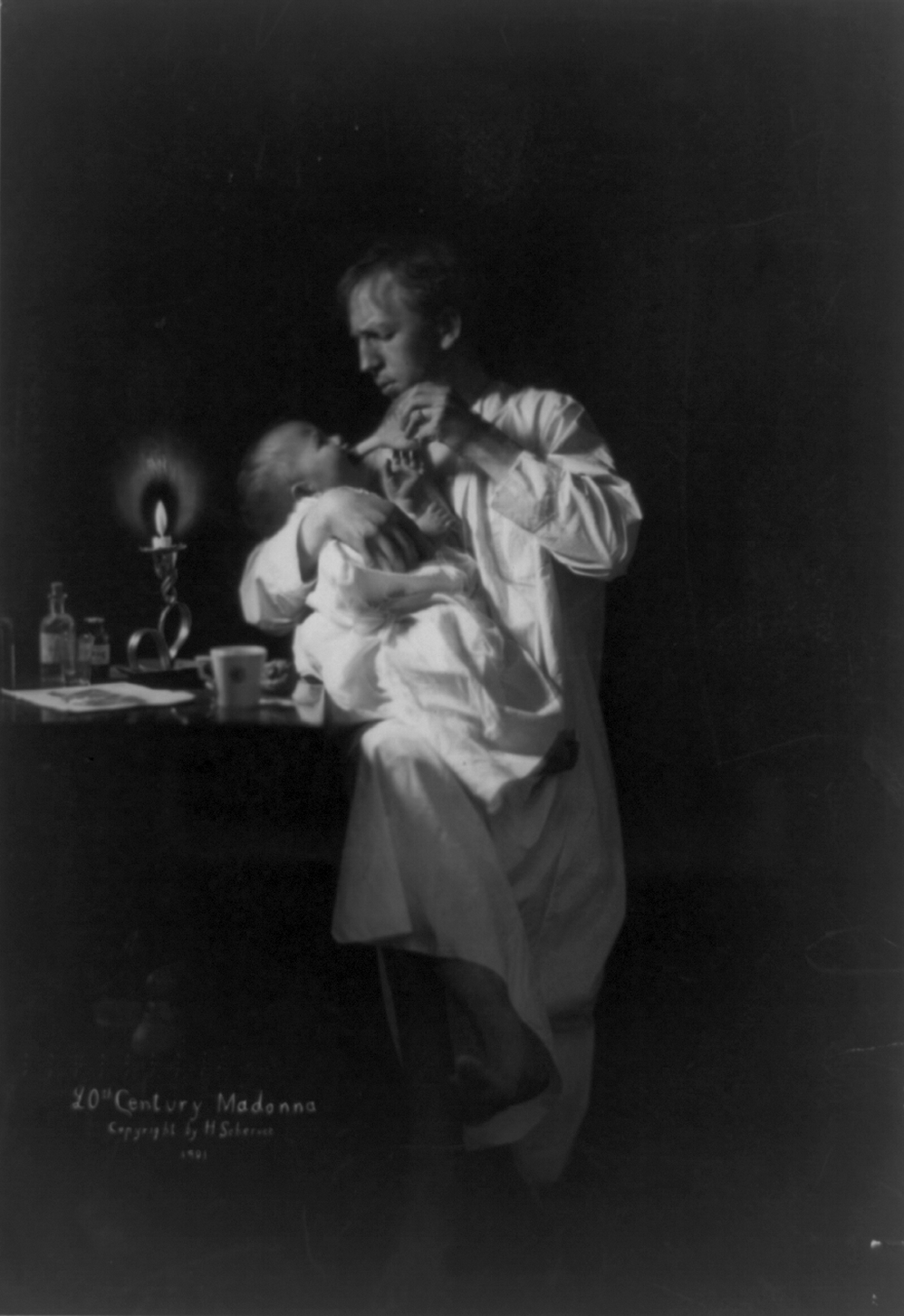
بورتريه لـ إتش. شافي عام 1901 لرجل يُطعم طفلاً على ضوء الشموع. أشار أغلب المختصين إلى أن بيئة الطفل في مرحلة الطفولة المبكرة تؤثر تأثيرًا جديًّا على تطور الاضطراب لديه، وخصوصًا إن لم يكن هناك تعلق آمن بين الطفل ومقدمي الرعاية. ويُشير التقرير إلى أن معظم المرضى يعانون من سوء المعاملة أو الإهمال في هذه المرحلة.

وُصفت معايشة أشخاصٍ ذوي أنماط مزاجٍ عنيفةٍ ومتباينةٍ منذ زمن الإغريق مروراً بالحضارات المختلفة حتّى أتى الطبيب السويسري ثيوفيل بونيه Théophile Bonet سنة 1684 وأعاد استخدام كلمة ميلانخوليا -وهو التوصيف القديم للاكتئاب- وذلك بالمصطلح folie maniaco-mélancolique، وفيه وصف ظاهرة المزاج غير المستقر الذي ينحو منحىً غير قابلٍ للتنبّؤ. وبمرور الوقت بدأ التمايز في توصيف الأمراض النفسيّة، فعلى سبيل المثال في سنة 1884 استخدم الطبيب النفسي الأمريكي C. Hughes مصطلح الجنون الحدّي لتوصيف هذا الاضطراب. وسنة 1921 حدّد إميل كريبيلن وجود شخصيّة قابلة للاستثارة وهي مقاربة جداً لميّزات الشخصيّة التي تعاني من الاضطراب الحدّي.
ورد أوّل استخدامٍ واضحٍ لمصطلح «الحدّي» في تقرير تحليلٍ نفسيٍّ كتبه أدولف شتيرن Adolf Stern سنة 1938، وصف فيه مجموعةً من المرضى يعانون ممّا ظنّ أنّه شكل خفيف من الفصام، وذلك على «الحد» بين العُصاب والذِّهان. شهدت ستينات وسبعينات القرن العشرين انزياحاً في التوجه في توصيف الحالة من كونها حالة فصامٍ حدّيٍّ إلى كونها اضطراباً حدّياً في المزاج، وذلك على غرار الاضطراب ذي الاتجاهين، ودَورَويّة المزاج، والاكتئاب الجزئي، وقد بان هذا الأمر في الدليل التشخيصي والإحصائي للاضطرابات النفسية في نسخته الثانية سنة 1968 عندما جرى التأكيد على أهمية توصيف اضطرابات المزاج.
ومع تطوّر كيفيّة وضع الشروط القياسيّة لتشخيص اضطراب الشخصيّة الحدّي -وذلك بغية تمييز هذا الاضطراب عن اضطرابات المزاج وعن اضطرابات المحور الأول الأخرى- أصبح تشخيص اضطراب الشخصيّة الحدّي يندرج تحت اضطراب الشخصيّة، وذلك في الإصدار الثالث من الدليل التشخيصي والإحصائي للاضطرابات النفسية DSM-III سنة 1980. وبذلك جرى تمييز اضطراب الشخصيّة الحدّي عن اضطراب الشخصيّة الفصامي. وفي الإصدار الرابع من الدليل التشخيصي والإحصائي للاضطرابات النفسية جرى تحديد التسمية باضطراب الشخصية الحدي، بالرغم من أن مصطلح «الحدّي» وصفه البعض بغير المناسبٍ لتوصيف الأعراض المميّزة لهذا الاضطراب.

## العلامات والأعراض
تتضمّن أعراض اضطراب الشخصيّة الحدّي:
- مشاعر خارجة عن السيطرة.
- علاقات غير متوازنةٍ مع الأشخاص.
- قلق ينتاب الشخص بتخلّي الناس عنه وهجرانه.
- سلوك مؤذٍ للذات.
- اندفاعيّة.
- ويصاحبه غالباً الاكتئاب أو القلق أو الغضب.

ومن أكثر أعراض اضطراب الشخصيّة الحدّي تميّزاً هي الحساسيّة تجاه الرفض الاجتماعي، والأفكار والمخاوف من أن يُلفظ ذاك الشخص من قبل المجتمع. ويمكن أن يتعدّى الأمر إلى حدوث اضطرابٍ في مفهوم الهويّة والقيم الذاتيّة، بحيث يمكن أن ترد أفكار جنون الارتياب عند الشعور بالتوتّر، بالإضافة إلى شعورٍ بالتفارق.

### المشاعر
يشعر المصابون باضطراب الشخصية الحدّي بالمشاعر النفسيّة شعوراً أسهلَ وأعمقَ ولمدةٍ أطولَ من الآخرين. يمكن للمشاعر أن تظهر على السطح بشكلٍ متكرّرٍ، وأن تستمرّ لفترةٍ طويلة. وعليه فإنّ المصابين بذلك الاضطراب يتطلّبون وقتاً أطول من الناس العاديّين كي يعودوا إلى حالة التوازن العاطفي الطبيعي بعد خضوعهم لتجاربَ عاطفيّةٍ شديدة التأثير.
حسب الأخصائية في علم النفس مارشا لاينهان Marsha Linehan فإنّ حساسية وشدّة ومدّة الإحساس بالمشاعر لدى المصابين بهذا الاضطراب يترك آثاراً إيجابيّةً وسلبيّةً في الوقت نفسه، فهم غالباً ما يكونون مثاليّين ومفعمين بالسعادة والحب في حالة المشاعر الإيجابيّة، ولكنّهم بالمقابل يشعرون بطغيان المشاعر السلبيّة عند الأسى، فهم يشعرون بالفجع الشديد بدل الحزن، وبالخزي والإذلال بدل الحرج، وبالغضب بدل الانزعاج، وبالفزع بدل القلق. غالباً ما يكون المصابون بهذا الاضطراب حساسين تجاه المشاعر المرافقة للرفض أو العزلة أو الفشل. في حالة عدم وجود بوادرَ للتأقلم فإنّ محاولات هؤلاء الأشخاص للتحكّم أو الهرب من المشاعر السلبيّة ربما تودي بهم في نهاية المطاف إلى إيذاء الذات أو الانتحار. غالباً ما يكون المصابون باضطراب الشخصيّة الحدّي مدركين لشدة تأثير ردود أفعالهم على المشاعر السلبيّة، وبما أنهم لا يستطيعون التحكّم بها، فإنّهم يلجؤون إلى تعطيل تلك المشاعر بالكامل، وهذا يمكن أن يكون ضارّاً بهؤلاء الأشخاص، لأنّ مهمّة المشاعر السلبيّة هي تنبيه البشر إلى وجود ظرفٍ إشكاليٍّ ليقودهم إلى مواجهته في الحالة الطبيعيّة.
يكون المصابون باضطراب الشخصيّة الحدّي عُرضةً بشكلٍ خاصٍّ لحالة الانزعاج، أو للشعور بحالةٍ من المعاناة الذهنيّة والعاطفيّة. قامت مجموعة بحث زاناريني Zanarini بتمييز أربعة أصنافٍ من حالة الانزعاج، والتي تكون نمطيّةً ومرافقةً لمرضى اضطراب الشخصية الحدي وهي: المشاعر الجامحة، التدمير أوالتدمير الذاتي، والشعور بالتجزئة أو بنقص الهوية، والشعور بالتضحية. ضمن هذه التصنيفات يترافق تشخيص الحالة ترافقاً كبيراً مع مزيجٍ من ثلاث حالاتٍ محدّدة: وهي الشعور بالخيانة، والشعور بالأذى النفسي، والشعور بالوجود في حالةٍ خارجةٍ عن السيطرة. وبما أنّ هناك تنوّعاً كبيراً في أنماط حالات الانزعاج المصادَفة لدى مرضى هذا الاضطراب، فإنّ مقدار المعاناة يعدّ مؤشّراً مهمّاً على وجود اضطراب الشخصيّة الحدّي.
بالإضافة إلى المشاعر الجامحة قد يعاني المصابون من التقلقل (أو عدم الثبات الانفعالي)، أو تقلّب المشاعر؛ إذ يتأرجح مزاج المصابين باضطراب الشخصيّة الحدّي في العادة بين الغضب والقلق، وأحياناً بين الاكتئاب والقلق.

### السلوك
يشيع السلوك الاندفاعي عند مرضى اضطراب الشخصيّة الحدّي بما في ذلك تعاطي مواد الإدمان، أو معاقرة الكحول، أو اضطرابات الأكل، أو التهوّر في القيادة، أو تبذير النقود. كما يمكن أن يصدر عن المصاب به سلوك اندفاعي يتمثّل بهجر العمل أو العلاقات، أو بالهرب.
يتصرّف المصابون بهذا الاضطراب باندفاعيّةٍ، لأنّها تمنحهم شعوراً بالارتياح الفوري من آلامهم الانفعاليّة، وذلك دون التفكير بالعواقب على المدى الطويل، والتي ستزيد من معاناتهم بالشعور بالخزي والندم جرّاء تلك الأفعال. يصبح الأمر في النهاية حلقةً مفرغةً تبدأ بشعور مرضى هذا الاضطراب بألمٍ انفعاليٍّ ينتج عنه سلوك اندفاعي للتخلّص من ذلك الألم، ثمّ الشعور بالندم على ذلك السلوك، ممّا ينجم عنه رغبة أقوى من ذي قبل بالتخلّص من ذلك الألم الانفعالي، وهكذا دواليك. وبمرور الوقت يصبح السلوك الاندفاعي ردّ فعلٍ آليٍّ تجاه الألم الانفعالي.

### إيذاء النفس والانتحار
يكون إيذاء النفس أو السلوك المؤدي للانتحار أحد شروط التشخيص الرئيسة لاضطراب الشخصيّة الحدّي في الدليل التشخيصي والإحصائي للاضطرابات النفسية DSM-IV-TR. يكون كل من إيذاء النفس والإقدام على الانتحار ردّا فعلٍ على الإحساس بالمشاعر السلبيّةٍ. إنّ إدارة وعلاج هذا السلوك معقّد وليس بالأمر الهيّن. تتراوح نسبة المخاطرة في الانتحار عند المصابين بهذا الاضطراب ما بين 3% و10%، وتشير دراسة إلى أنّ نسبة الانتحار عند الرجال المصابين باضطراب الشخصيّة الحدّي أكبر بحوالي الضعفين مقارنةً بالنساء المصابات. وتشير دراسة أخرى إلى إمكانيّة وجود نسبةٍ معتبرةٍ من الرجال الذين أقدموا على الانتحار، ولديهم أعراض غير مشخّصةٍ من اضطراب الشخصية الحدي.
إنّ إيذاء النفس عند المصابين باضطراب الشخصيّة الحدّي أمر شائع، ويمكن أن يحدث مع أو بدون نيّة الانتحار، إذ إنّ الأسباب المؤدية لإيذاء النفس تختلف عن الأسباب المؤدية لمحاولات الانتحار. تتضمّن الأسباب المؤدية لإيذاء النفس دون الانتحار إظهار مشاعر الغضب، ومعاقبة النفس بالألم الجسدي لمحاولة حيودها عن الألم الانفعالي أو الظروف الصعبة. بالمقابل فإنّ محاولات الانتحار تعكس غالباً إيماناً بأنّ الآخرين سيكونون بحالٍ أفضلَ بعد الانتحار. وجدت دراسة أن الانتهاك الجنسي يمكن أن يكون عاملاً مؤثّراً ومؤدياً للانتحار عند المراهقين الذين لديهم ميل لاضطراب الشخصيّة الحدّي.

### العلاقات مع الأشخاص

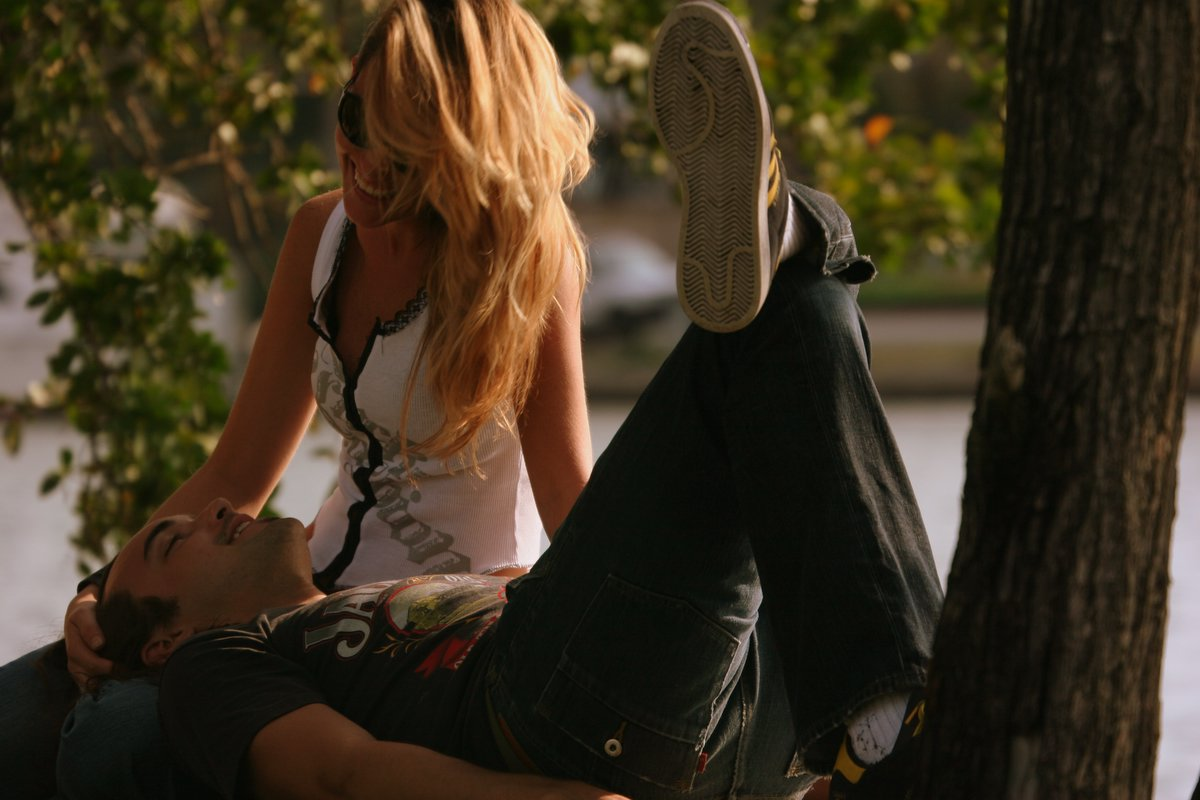
يعاني المصابون باضطراب الشخصيّة الحدي من صعوبة تشكيل علاقات رومانسية.

يمكن للمصابين باضطراب الشخصيّة الحدّي أن يكونوا حسّاسين جدّاً لكيفية تعامل الآخرين معهم حيث يشعرون بفرحةٍ غامرةٍ وامتنانٍ عند فهم تعبيرات الأشخاص المحيطين اللطيفة، في حين ينتابهم حزن شديد أو غضب عند فهم تعابير الانتقاد أو الإيذاء. إنّ مشاعر المصابين بأعراض اضطراب الشخصيّة الحدّي تجاه الآخرين يمكن أن تنزاح من الإيجابيّة إلى السلبيّة بعد حدوث أمرٍ ما مخيّبٍ لأمل المريض، أو عند فهم قضيّةٍ ما على أنّها تهديد بفقدان شخصٍ ما، أو عند إحساسهم بأنّهم سقطوا في عين من يقدّرون. تتضمّن هذه الظاهرة -التي تدعى أحياناً باسم الانفصام أو أسلوب التفكير «أبيض-أسود»- حدوثَ انزياحٍٍ في التوجّه من جعل الآخرين مثاليّين (مشاعر الإعجاب والود تجاههم) إلى جعلهم خالين من القيم (مشاعر الغضب أو الكره). بالتشارك مع معكّرات مزاجٍ أخرى يمكن لهذا التأرجح في المشاعر أن يحدث في علاقات المصابين بهذا الاضطراب مع ذويهم وعائلاتهم وأصدقائهم وزملائهم في العمل.
وعلى الرغم من الرغبة الداخليّة للمصابين في إنشاء علاقاتٍ حميمةٍ، إلا أنّهم يخشون بالمقابل من التعلّق بشخصٍ في العلاقة معه، ويقومون بعلاقاتٍ عابرةٍ مع الآخرين، وغالباً ما يُظهرون العالمَ الخارجي على أنه مليء بالشرّ والحقد. يرافق اضطراب الشخصيّة الحدّي وجود مستوياتٍ متزايدةٍ من الكروب المزمنة والخلافات في العلاقات الرومانسيّة، كما يكون هناك عدم رضىً من الشريك في تلك العلاقة.
إنّ التلاعب للحصول على الرعاية من الآخرين هو خاصية مميّزة لاضطراب الشخصيّة الحدّي. بالرغم من وجوب ألا يعطى مفهوم التلاعب حجماً أكبر من حجمه عند تشخيص المرض، لأنّ ذلك قد يودي إلى سوء فهمٍ للحالة، لاسيما للمعالجين في نظام الرعاية الصحيّة.

### الشعور بالذات
يعاني المصابون باضطراب الشخصيّة الحدّي من مشاكلَ في تكوين صورةٍ واضحةٍ عن شخصيتهم وهويّتهم، فهم يميلون على الخصوص إلى مواجهة مشاكلَ مع أنفسهم لمعرفة ما الشيء الذي يقيّمونه أو الذي يؤمنون به أو يفضلونه أو يستمتعون به، كما يكونون غير واثقين من أهدافهم بعيدة الأمد، وذلك فيما يتعلّق بالعلاقات والعمل. هذه الصعوبة التي تواجه هؤلاء المرضى في معرفة ذواتهم وقيمتهم يمكن أن تسبب لهم شعوراً بالفراغ أو الضياع.

### المعارف
بسبب المشاعر الجامحة التي تنتاب مرضى اضطراب الشخصيّة الحدّي يكون من الصعب عليهم المحافظة على تركيز انتباههم. إضافةً إلى أنّهم يميلون إلى التفارق، والذي يمكن فهمه على أنه حالة متطرّفة للخروج من الصورة الضيّقة إلى الصورة الشاملة. يمكن للتفارق أيضاً أن يحدث كردّ فعلٍ على تجربة حدثٍ مؤلمٍ (أو المرور بتجربة أمر ما يمكن أن يولّد ذكرى حدث مؤلم)، بحيث إنّ الذهن يصرف انتباهه تلقائياً عن ذلك الحدث كوسيلة دفاعٍ لأجل تجنّب الإحساس بمشاعرَ جامحةٍ، وبالتالي الاندفاعات السلوكيّة التي تولّدها مثل تلك المشاعر. وعلى الرغم من أنّ عادة الذهن في القيام بحجب المشاعر شديدة الألم يمكن أن يعطيَ شعوراً مؤقّتاً بالراحة، إلاّ أنّه في الوقت نفسه يمكن أن يكون له أثر جانبي بحجب أو كسر حد تجارب المشاعر العاديّة ممّا يقلّل إمكانيّة وصول مرضى تلك الحالة إلى المعلومات المُتضمَّنةِ في هذه المشاعر، التي تفيد في توجيه صناعة القرار في الحياة اليوميّة. في بعض الأحيان من الممكن لشخصٍ آخرَ أن يستنبط متى يكون المصابون باضطراب الشخصيّة الحدّي في حالة تفارقٍ، وذلك لأن تعابير وجوههم وأصواتهم يمكن لها أن تصبح حينئذٍ بدون حيويّةٍ أو خاليةً من التعبير؛ ولكن في حالاتٍ أخرى يكون من الصعب التعرّف على دخولهم في حالة التفارق تلك.

## الأسباب

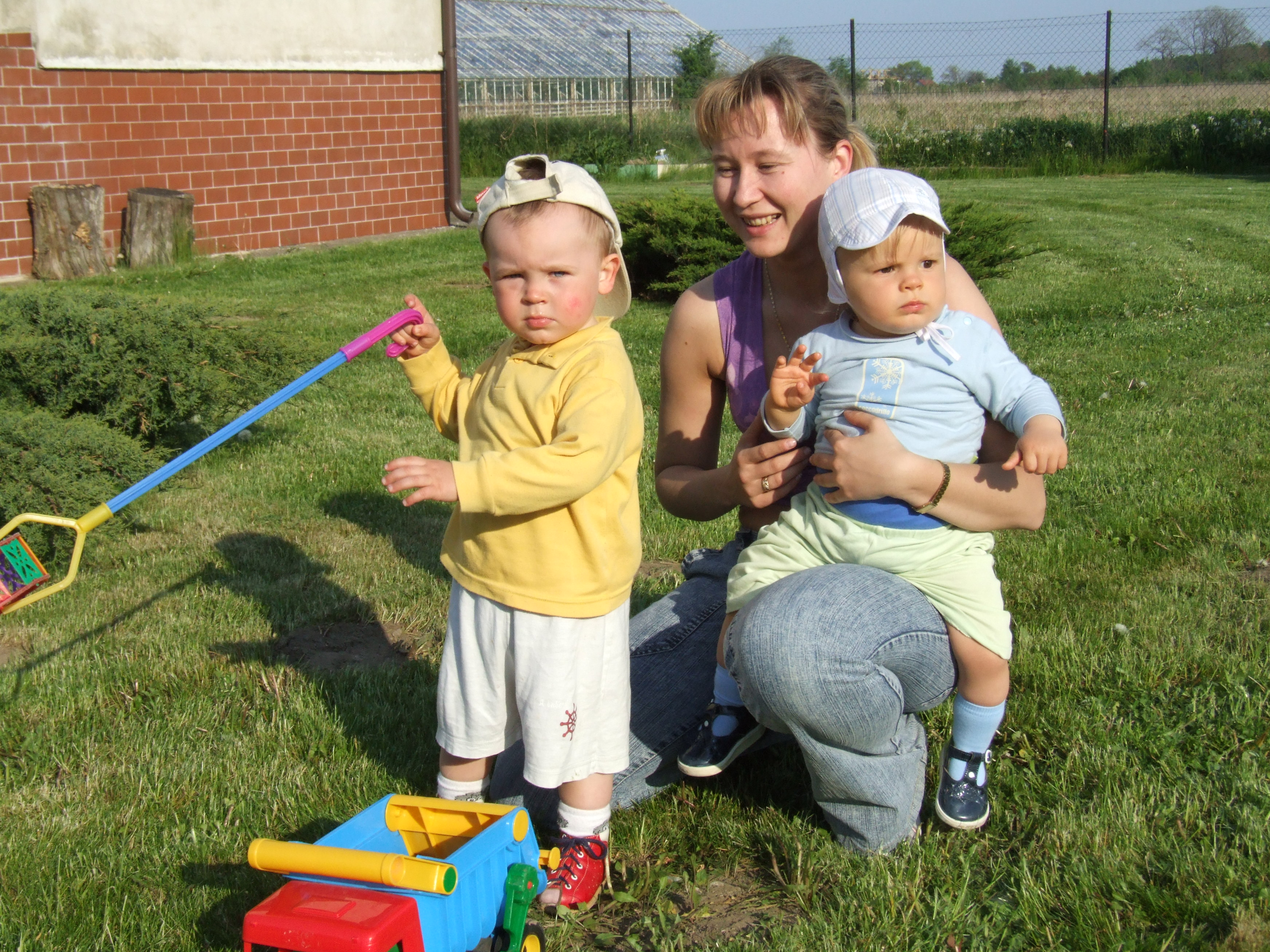
إنّ جو الرعاية العام للأطفال له تأثير كبير على تكوين الشخصيّة؛ حيث إنّ الإهمال وحدوث الانتهاكات النفسية والجسدية في مرحلة الطفولة يمكن أن تؤدّي إلى حدوث اضطراب الشخصيّة الحدّي عند البلوغ.

كما الحال في العديد من الاضطرابات النفسيّة فإنّ أسباب اضطراب الشخصيّة الحدي معقّدة، ولا يوجد اتّفاق كلّي عليها. تشير الدلائل إلى وجود اشتراكٍ بين اضطراب الشخصيّة الحدّي (BPD) واضطراب الكرب التالي للصدمة (PTSD) إلى حدٍّ ما. يُجمع معظم الباحثين على أنّ وجود صدمة نفسية في تاريخ طفولة المصاب يمكن أن يكون عاملاً مساهماً في ذلك، وذلك دون إغفال التحقيق في الأسباب الأخرى مثل وجود حالاتِ تشوّهٍ في وظائف الدماغ المعرفيّة وانتقال الاضطراب وراثيّاً في الجينات، ومن تأثير عواملَ عصبيّةٍ حيويّةٍ، ومن تأثيرات البيئة المحيطة. تتضمّن العوامل الاجتماعيّة كيفيّة تصرّف الشخص في مراحل نموّه الأولى مع عائلته وأصدقائه ومع الأطفال الآخرين. أمّا العوامل النفسيّة فتشمل الشخصيّة الفرديّة والمزاج وتأثير البيئة المحيطة في ذلك، بالإضافة إلى كيفيّة تعلّم مهارات التأقلم مع الكرب، وعليه ثمة عواملُ متعدّدةٌ تؤدّي إلى حدوث اضطراب الشخصيّة الحديّ يمكن أن تأتيَ مجتمعةً أو فُرادى.

### أسباب وراثيّة
تقدّر وروثية اضطراب الشخصيّة الحدّي بحوالي 65%. وهذا يعني أنّ 65 بالمئة من التغيّر الإحصائي في المسؤولية -المتضمّنةِ حدوثَ اضطراب الشخصيّة الحدّي في العيّنة الإحصائيّة- يمكن تفسيرها نتيجة اختلافاتٍ وراثيّة. من الممكن أن تفرط الدراسات التوأميّة في تقدير أثر المورّثات على التنوّع والاختلاف في اضطرابات الشخصيّة، وذلك للعوامل المعقّدة بسبب وجود بيئة عائلية مشتركة. ومع ذلك فإنّ الدراسات العائليّة على التوائم والأخوة تشير إلى حدوث وروثية جزئيّة بشأن العدوان الاندفاعي، ولكنّ دراساتٍ أخرى على المورّثات المتعلقّة بالناقل العصبي سيروتونين تشير إلى وجود تأثيراتٍ طفيفةٍ على السلوك. خلصت دراسة أجريت على مجموعةٍ من التوائم في هولندا وعلى والديهم إلى وجود صلةٍ ما بين المادة الوراثيّة على الصبغي رقم 9 وملامح اضطراب الشخصيّة الحدّي، وأن 42% من التغيرات في ملامح هذا الاضطراب يمكن عَزْوُها إلى تأثيراتٍ وراثيّةٍ، و58% يمكن عزوها إلى تأثيراتٍ بيئيّة.

### تشوّهات دماغيّة
أظهرت دراسات التصوير العصبي لمرضى اضطراب الشخصيّة الحدّي وجود انحساراتٍ في مناطقَ من الدماغ مسؤولةٍ عن الضبط والتحكم بردود الأفعال تجاه الكرب والعواطف، والتي تكون في منطقة الحصين والقشرة الجبهيّة الحجاجيّة واللوزة الدماغيّة بالإضافة إلى مناطقَ أخرى. في عددٍ محدودٍ من الدراسات جرى استخدام تقانة مطيافيّة الرنين المغناطيسي النووي بغية دراسة التغيّرات في تراكيز المستقبلات العصبيّة في مناطقَ محدّدةٍ في الدماغ لدى المصابين بهذا الاضطراب، وخاصّة مركّبات مثل ن-أسيتيل الأسباراتات، والكرياتين، والمركّبات المتعلّقة بالغلوتامات، والمركّبات الحاوية على الكولين.
الحصين
يكون الحصين ذا حجمٍ أصغرَ عند المصابين باضطراب الشخصيّة الحدّي مقارنةً بالأشخاص الذين لديهم اضطراب الكرب التالي للصدمة، وكذلك فإنّ مرضى BPD (اضطراب الشخصيّة الحدّي) على العكس من مرضى PTSD (اضطراب الكرب التالي للصدمة) يمتلكون لوزةً دماغيةً ذات حجمٍ أصغر أيضاً.
اللوزة الدماغية

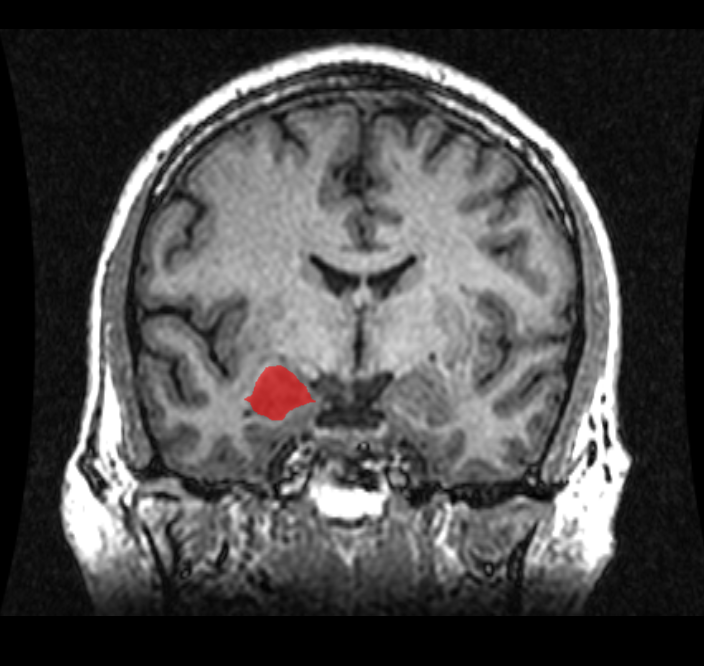
صورة بالرنين المغناطيسي للوزة الدماغيّة اليسرى.

تكون اللوزة الدماغيّة عند المصابين باضطراب الشخصيّة الحدّي صغيرةً وذات فعاليّةٍ أكبرَ. كما وُجدت ظاهرة صغر حجم اللوزة الدماغية عند الأشخاص الذين لديهم اضطراب وسواسي قهري. في دراسة أخرى أظهرت الأبحاث وجود نشاطٍ قوي غير طبيعي في اللوزة اليسرى عند المصابين باضطراب الشخصيّة الحدّي عندما يمرّون بتجربةٍ تؤدي إلى إظهار مشاعرَ سلبيّة. بما أنّ للوزات الدماغيّة دوراً في العديد من المشاعر (من ضمنها السلبيّة)، فإنّ النشاط غير الطبيعي لها يمكن أن يفسّر مدى قوة واستمرارية الشعور بالخوف والغضب والخزي عند المصابين باضطراب الشخصيّة الحدّي، بالإضافة إلى حساسيّتهم العالية لإظهار تلك المشاعر أمام آخرين.
القشرة أمام الجبهية
تميل القشرة أمام الجبهيّة لأن تكون أقلّ فاعليّة عند المصابين باضطراب الشخصيّة الحدّي، وخاصّة عند استرجاع ذكريات الهجران. تحدث ظاهرة عدم الفعاليّة النسبيّة هذه في القشرة الحزاميّة الأماميّة اليمينيّة (في باحات برودمان 24 و32). وبما أن للقشرة أمام الجبهيّة دوراً في ضبط الهيجان العاطفي، فإنّ عدم فعاليّتها النسبيّة يمكن أن يشرح الصعوبات التي يعانيها المصابون باضطراب الشخصيّة الحدّي في ضبط مشاعرهم وردود أفعالهم تجاه الكروب.
المحور الوطائي-النخامي-الكظري
يقوم المحور الوطائي-النخامي-الكظري (HPA axis) بتنظيم الكورتيزول، والذي ينتج كردِّ فعلٍ لوجود الكرب. لوحظ ارتفاع إنتاج الكورتيزول عند المصابين باضطراب الشخصيّة الحدّي ممّا يعني نشاطاً في محور HPA عند هؤلاء الأفراد. هذا الأمر يسبّب لهم معايشة رد فعلٍ حيويٍّ أكبرَ، وبالتالي يفسّر تعرّضهم تعرّضاً أكبر إلى التهيّجيّة. ترتبط زيادة نسبة الكورتيزول أيضاً بارتفاع نسبة خطورة حدوث سلوك انتحاري.

### عوامل حيويّة عصبيّة
الإستروجين
وُجد أن اختلافاتٍ فرديةً في دورات الإستروجين يمكن أن ترتبط بإظهار أعراض اضطراب الشخصيّة الحدّي عند النسوة المصابات بهذا المرض. أظهرت دراسة سنة 2003 أنّ أعراض اضطراب الشخصيّة الحدّي عند النساء يمكن لها أن ترتبط بتغيّراتٍ في مستويات الإستروجين في الدورة الشهرية، وهو أثر بقي مهمّاً عند التحقّق من النتائج عند وجود زيادة في الوجدان السلبي.

### تجارب سيّئة في مرحلة الطفولة

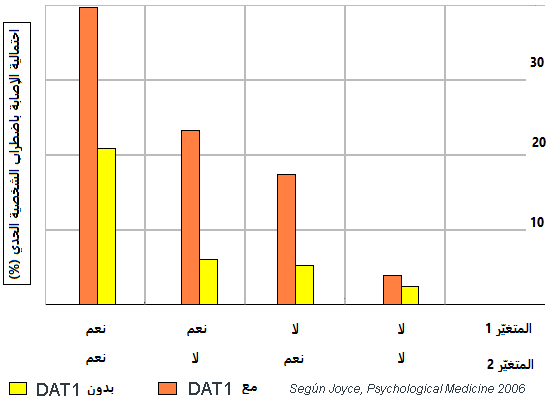
مخطط بياني لنتائج دراسةٍ قامت بها مجموعة بحث Joyce تظهر العلاقة بين الرعاية السيّئة وإهمال الأطفال (المتغير 1) مع ظهور أعراض اضطراب الشخصيّة الحدّي (المتغير 2)، وذلك لمجموعتين من البيانات: واحدة مع البيانات DAT 1 (اللون البرتقالي)، وواحدة بدونها (اللون الأصفر).

ثمة ارتباط وثيق بين معاناة تجاربَ سيّئةٍ في مرحلة الطفولة -وخاصّةً إذا كان هناك تحرّش جنسي- مع تطوّر أعراض اضطراب الشخصيّة الحدّي. صرّح العديد من المصابين باضطراب الشخصيّة الحدّي بأنّه كان لديهم تاريخ سيئ أثناء طفولتهم من حيث الانتهاك والإهمال، كما بيّن بعضهم تعرّضهم لسفاح القربى، وفقدان الرعاية أثناء مرحلة الطفولة المبكّرة. وأظهرت دراسات على المصابين باضطراب الشخصيّة الحدّي أنّ والديهم -من كلا الجنسين- كانا قد انسحبا عاطفياً من حياة الطفل، وأنّه قد تمّ معاملتهم بشكلٍ متفاوتٍ ومتضاربٍ. عموماً ففي الغالب إنّ الأطفال الذين عانوا من معاملةٍ سيّئةٍ في مرحلةٍ مبكّرةٍ من الطفولة، وكانت لديهم صعوبة في التعلّق ستتطوّر لديهم غالباً أعراض اضطراب الشخصيّة الحدّي.

### عوامل أخرى مساعدة
إنّ شدّة وتفاعل العواطف والمشاعر السلبيّة عند الأشخاص وميلهم للشعور بالمشاعر السلبيّة يمكن أن يؤدي مستقبلاً إلى ظهور أعراض اضطراب الشخصيّة الحدّي طهوراً أكبرَ من تأثير الانتهاك الجنسي عند الأطفال. إنّ العوامل المذكورة من التشوّهات الدماغيّة أعلاه، وحقيقة أنّ بعض المصابين باضطراب الشخصيّة الحدّي لم تكن لديهم تجارب سيّئة أثناء الطفولة تشير إلى أنّ اضطراب الشخصيّة الحدّي مختلف تماماً عن اضطراب الكرب التالي للصدمة، والذي غالباً ما يكون مرافقاً له.
الوظائف التنفيذيّة
في حين تكون حساسية الرفض الاجتماعي مترافقةً مع أعراضٍ أقوى من اضطراب الشخصيّة الحدّي، فإنه يبدو أن الوظائف التنفيذيّة تقوم بدورٍ وسيطٍ في العلاقة بين حساسيّة الرفض الاجتماعي وأعراض اضطراب الشخصيّة الحدّي. أي إنّ زمرةً من العمليات المعرفيّة -التي تتضمّن التخطيط، وذاكرة العمل، والانتباه، وحلّ المشاكل- يمكن أن تكون الآلية التي من خلالها يؤثّر الرفض الاجتماعي على أعراض اضطراب الشخصيّة الحدّي. أظهرت دراسة أجريت سنة 2008 أنّ العلاقة بين حساسيّة الرفض الاجتماعي لشخصٍ ما وأعراض هذا الاضطراب تكون أقوى عندما تكون الوظائف التنفيذيّة أكثر انخفاضاً، بالمقابل تكون تلك العلاقة أضعف عندما تكون الوظائف التنفيذية أكثر ارتفاعاً. ممّا يدلّ على أنّ الوظائف التنفيذيّة المرتفعة يمكن أن تساعد في حماية الأشخاص الذين لديهم حساسيّة رفضٍ عاليةٍ كعرضٍ من أعراض اضطراب الشخصيّة الحدّي. كما وجدت دراسة أخرى أنّ المشاكل في الذاكرة العمليّة يمكن أن تساهم في حدوث اندفاعيّةٍ أكبرَ عند المصابين بهذا الاضطراب.
البيئة العائليّة
تقوم البيئة العائليّة بدور وساطةٍ في مدى تأثير الانتهاك الجنسي للأطفال على تطور أعراض اضطراب الشخصيّة الحدّي. إنّ البيئة العائليّة غير المستقرّة تهيّئ لتطوّر هذا الاضطراب، في حين تكون مخاطر حدوث ذلك الأمر أقلّ في البيئة العائليّة المستقرّة، لأنّ البيئة المستقرّة تحجب تطوّر أعراض الاضطراب.
التعقيد الذاتي
يعتمد أثر دور التعقيد الذاتي من حيث صورة الذات المهتزّة وغير المستقرّة عند المصابين باضطراب الشخصيّة الحدّي على السؤال فيما إذا كان الأفراد ينظرون إلى أنفسهم على ضوء الميّزات أو الخصائص التي يتمنّونها [أو يرغبون] بها، أو على ضوء الميّزات أو الخصائص التي ينبغي أن تكون لديهم.
قمع التفكير
أظهرت دراسة أجريت سنة 2005 أنّ قمع التفكير يقوم بدور وسيطٍ في العلاقة بين المشاعر السيّئة وبين أعراض هذا الاضطراب، وبشكلٍ خاصٍّ العلاقة بين البيئة غير المساعدة على التفكير وأعراض اضطراب الشخصيّة الحدّي.

## التشخيص

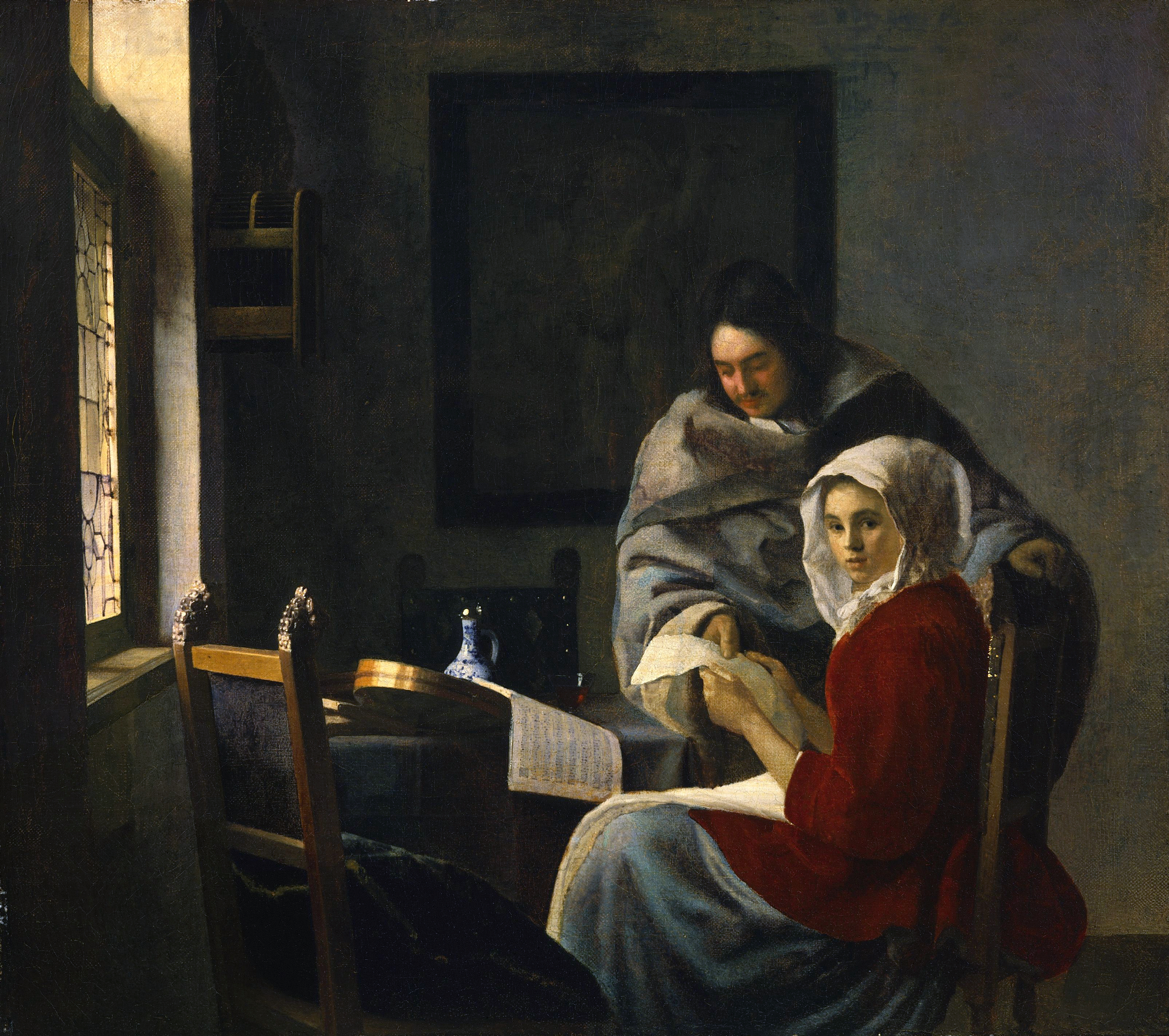
لوحة زيتية بعنوان "فتاة قوطعت أثناء عزفها" بريشة يوهانس فيرمير رسمها بين عامي 1660 و1661. ألهمت اللوحة سوزانا كايسن -التي عانت من اضطراب الشخصية الحدي- في إبداع عملها مذكرات فتاة قوطعت عام 1993، والذي تحول إلى الفيلم السينمائيّ فتاة، قوطعت (فيلم) عام 1999.

يجب أن يعتمد تشخيص اضطراب الشخصيّة الحدّي على فحص نفسي من قبل أخصائي مؤهّل. من أفضل الطرق التي يعتمدها الأخصائي في التشخيص هي تقديم شروط حدوث الاضطراب للمرضى وسؤالهم إن كانوا يشعرون أن تلك الخصائص تصف حالتهم بدقة. إنّ عملية تضمين المصابين باضطراب الشخصيّة الحدّي بشكلٍ فعّالٍ في تحديد تشخيص حالتهم يمكن أن يساعدهم بأن يكونوا أكثر رغبةً في تقبل الأمر. مع أن بعض الأخصائيّين يفضّلون ألا يُعلموا مرضاهم المصابين بذلك الاضطراب بنتيجة التشخيص من باب الحرص والقلق من قضية الوصمة المتعلّقة بهذه الحالة، أو لأن اضطراب الشخصيّة الحدّي كان يُعد غير قابلٍ للشفاء [في الماضي]. في النهاية إنّ معرفة المصابين بهذا الاضطراب بتشخيص حالتهم عادةً ما يكون أمراً مساعداً، إذ يساعدهم في معرفة أنّ آخرين قد عانَوا مشاكلَ مشابهةً، وأنّهم قد شُفوا من ذلك، ممّا يساعد على جلسات معالجةٍ فعّالةٍ.
عمومًا فإنّ التقييم النفسي يتضمّن سؤال المريض عن مدى الأعراض وشدّتها، إضافةً إلى أسئلةٍ أخرى عن مدى تأثير الأعراض على نوعيّة حياة المريض، ومن الأمور التي ينبغي الانتباه لها بالخصوص الحالات التي يرد فيها ذكر تبنّي أفكارٍ انتحاريةٍ، أو الإشارة إلى تجاربَ في إيذاء النفس، أو التفكير في إيذاء الآخرين. يعتمد التشخيص على تقرير المريض عن حالته النفسيّة والأعراض المصاحبة وعلى ملاحظات المعالج النفسي الخاصة. يمكن إجراء فحوصٍ إضافيّةٍ تتضمّن فحوصاتٍ جسمانيةٍ ومخبريّةٍ لمعرفة مسبّباتٍ إضافيّةٍ ممكنةٍ للأعراض، من ذلك فحص الغدة الدرقيّة، أو التثبت ما إذا كان المريض من مدمني المخدرات.

### الدليل التشخيصي والإحصائي للاضطرابات النفسيّة
أزال الدليل التشخيصي والأخصائي للاضطرابات النفسيّة في طبعته الخامسة (DSM-5) النظام متعدّد المحاور، ما يعني أنّ الاضطرابات (الإنجليزية: Disorders) كلها -بما فيها اضطرابات الشخصيّة- أضحت موجودةً في القسم الثاني (Section II) من الدليل.
وفقًا للدليل فإنّ على المرء أن يحقّق 5 من 9 شروطٍ كي يُشخّص باضطراب الشخصيّة الحدّي، وهي:
1. علاقات شخصية متقلّبة وانفعالية.
2. الاندفاع والتهوّر في السلوك.
3. عدم الاستقرار الوجداني.
4. الغضب.
5. سلوك انتحاري أو تشويه للذات.
6. اضطراب الهويّة.
7. الشعور بالفراغ.
8. الخوف من تخلّي أو هجرة الآخرين.
9. هفوات في تفحّص الحقيقة.[90]

يعرّف الدليل التشخيصي والأحصائي للاضطرابات النفسيّة في طبعته الخامسة (DSM-5) الميّزات الرئيسية لاضطراب الشخصيّة الحدّي على أنّها نموذج متخلّل ومنتشر من عدم الاستقرار في العلاقات مع الأشخاص وفي صورة الذات وفي الوجدان إضافةً إلى وجود سلوك اندفاعي مميّز. فضلًا عن ذلك فإنّ DSM-5 يقدّم طرحاً بديلاً للشروط التشخيصيّة لاضطراب الشخصيّة الحدّي في القسم الثالث (section III) والذي يعتمد على الأبحاث في السمات المرضيّة، ويتضمّن تحديد أربع سماتٍ لا تكيّفيّةٍ على الأقل من أصل سبعة.

### التصنيف الدولي للأمراض
عرّفت المراجعة العاشرة للتصنيف الدولي للأمراض (ICD-10) الصادر عن منظّمة الصحّة العالميّة اضطراباً، وهو من حيث المبدأ مشابه لاضطراب الشخصيّة الحدّي وأعطته الرمز F60.3 وأسمته اضطراب الشخصيّة غير المستقرّة عاطفياً. يوجد نمطان فرعيّان من ذلك الاضطراب هما:
النمط الاندفاعي F60.30
كي يشخّص المرء من النمط الاندفاعي عليه أن يحقّق ثلاثة شروطٍ على الأقل أحدها يجب أن يكون الشرط الثاني لزومًا، وهذه الشروط هي:
1. ميل واضح لأن يتصرّف تصرّفًا غير متوقّعٍ وبدون تفكيرٍ متَعَقِّلٍ بالنتائج.
2. ميل واضح لأن يقوم بسلوكٍ مشاكسٍ، وأن تكون لديه نزاعات مع الآخرين خاصّة عندما تُعارض أو تُنتقد الأفعال الاندفاعية.
3. وجود حالةٍ من التقلقل وعدم الحصانة من حدوث نوباتٍ من الغضب أو العنف، مع عدم المقدرة على التحكّم في الانفجارات السلوكيّة الناتجة.
4. صعوبة في المداومة على أداء أيّ فعلٍ لا يحصل في نهايته على نتيجة فوريّة.
5. مزاج غير مستقرٍ ومتقلّبٍ (اندفاعي ومتلوّن).

النمط الحدّي F60.31
يُشخّص المرء من النمط الحدّي إذا توفرت فيه ثلاثة أعراض على الأقل من المذكورة في النمط الاندفاعي F60.30 إضافةً إلى تحقيق اثنين على الأقل من الشروط الإضافية التالية:
1. وجود شكٍّ واضطراباتٍ في صورة الذات، وفي الأهداف، وفي الرغبات الداخليّة.
2. حالة من التقلقل وعدم الحصانة من الانخراط في علاقاتٍ شديدةٍ وغير مستقرّةٍ، والتي تؤدّي غالباً إلى أزمةٍ عاطفيّةٍ.
3. محاولات حثيثة من أجل تجنّب الهجران.
4. تهديدات أو أفعال متكرّرة بإيذاء النفس.
5. أحاسيس مزمنة بالفراغ الذاتي.
6. إظهار سلوك اندفاعي مثل التهوّر في القيادة أو الإدمان.[93]

كما تصف المراجعة العاشرة للتصنيف الدولي للأمراض (ICD-10) بعض الشروط العامة التي تعرّف وجود اضطراب في الشخصيّة.

### أنماط فرعية حسب تصنيف ميلون
قام عالم النفس ثيودور ميلون Theodore Millon باقتراح أربعة أنماطٍ من اضطراب الشخصيّة الحدّي، بحيث إنّ تشخيص المرء بهذا الاضطراب يجعله مؤهلًا لأن يكون لديه واحد أو أكثر، أو قد لا تكون لديه الصفات التالية:
| نمط فرعي                                                | الصفات |
| ------------------------------------------------------- | --- |
| القانط (بما في ذلك صفات الاجتنابي)                      | مطواع، خاضع، وفي، متواضع، سريع التأثر مع شعور دائم بالخطر؛ يائس، مُحبط، عاجز.                                                     |
| النزق (بما في ذلك صفات السلبي العدواني)                 | سلبي عدواني، عجول، ضَجِر، عنيد، مُتحدٍّ، مُتجهّم، متشائم، ممتعض، سهل الاستخفاف والخذلان به.                                             |
| الاندفاعي (بما في ذلك صفات التمثيلي أو المعادي للمجتمع) | متلوّن، سطحي، طائش، قابل للتشتت، محموم، إغوائي، يخشى الخسارة، سهل الاستثارة والاكتئاب والتهيّج، يمكن أن تكون لديه قابلية الانتحار. |
| المدمّر لذاته (بما في ذلك صفات الاكتئابي)                | منطوٍ داخلياً، غاضب بشكل لائم للذات، ملتزم، مزاجي                                                                                  |

### أفراد العائلة
يكون المصابون باضطراب الشخصيّة الحدّي عرضةً للشعور بالغضب تجاه أفراد عائلاتهم والانسلاخ منهم، وبالمقابل فإنّ أفراد العائلة من جهتهم يشعرون بالغضب والعجز حيال تصرفات أقاربهم المصابين باضطراب الشخصيّة الحدّي.
أظهرت دراسة سنة 2003 أن تجاربَ أفراد العائلة من تحمّل العبء، والشعور بالضائقة الانفعاليّة، والعداء تجاه المصابين باضطراب الشخصيّة الحدّي كانت بالفعل أسوأ بعد معرفتهم لمعلوماتٍ أكثر عن هذا الاضطراب. يمكن أن تشير هذه الكشوفات إلى ضرورة التحقّق من نوعيّة ودقّة المعلومات التي يُستحصل عليها من أفراد العائلة. عادةً ما يكون الآباء والأمّهات الذين لهم مرضى بالغين مصابين باضطراب الشخصيّة الحدّي إما مشتركين اشتراكًا زائدًا عن حدّه وإما دون الحدّ من حيث العلاقات والتفاعلات الأسريّة المتبادلة مع أبنائهم.

### المراهقة
تظهر علائم وأعراض اضطراب الشخصيّة الحدّي نمطياً خلال مرحلة المراهقة والبلوغ المبكّر، على الرغم من أن بعض الأعراض الموحية بهذا الاضطراب يمكن أن تُلاحظ عند الأطفال. إنّ الأعراض عند المراهقين التي يمكن أن تشير إلى احتماليّة تطوّر اضطراب الشخصيّة الحدّي عند البلوغ تتضمّن المشاكل فيما يخص الصورة الجسمانية، والحساسية المفرطة للرفض، والمشاكل السلوكيّة، وإيذاء النفس غير الانتحاري، ومحاولات إيجاد علاقاتٍ حصريّةٍ، بالإضافة إلى الخجل الشديد. هذه الأعراض عند المراهقين تعطي مؤشّراتٍ مرتفعةٍ لإمكانيّة تطوّر اضطراب الشخصيّة الحدّي في المستقبل، كما يمكن غالباً أن تتطوّر أشكال أخرى من الإعاقات الاجتماعيّة طويلة الأمد.
لا ينصح للأخصائيّين النفسيّين أن يشخّصوا أعراض اضطراب الشخصيّة الحدّي لأحدٍ ما قبل سن الثامنة عشر، وذلك بسبب الاختلاجات العاطفيّة التي تصيب المراهقين، ولكنّ مراقبة الحالة مهم، وذلك من أجل وضع خطة علاج فعّآلة. على العموم وجدت دراسة أنّ المراهقين الذين تظهر لديهم علائم اضطراب الشخصيّة الحدّي ينقسمون إلى مجموعتين، الأولى ممن يبقى لديهم الاضطراب ثابتاً ولا يتغيّر بمرور الوقت، والمجموعة الثانية ممّن يمرّون به ثم يتخلّصون منه.

### التشخيص التفريقي والمراضة المشتركة
إنّ حالات المراضة المشتركة (الاشتراك في الحالة المرضية) الدائمة أمر شائع في اضطراب الشخصيّة الحدّي. فمقارنةً بالأفراد الآخرين المشخّصين باضطراباتٍ شخصيّةٍ أخرى غير هذا الاضطراب، فإنّ الناس المصابين باضطراب الشخصيّة الحدّي يظهرون معدّلاً مرتفعاً من التشارك في شروط تلك الاضطرابات الأخرى. مثل:
- اضطرابات المزاج بما في ذلك الاضطراب الاكتئابي الرئيسي، والاضطراب ذو الاتجاهين.
- اضطرابات القلق بما فيها اضطراب الهلع، واضطراب القلق الاجتماعي، واضطراب الكرب التالي للصدمة.
- اضطرابات الشخصية الأخرى.
- معاقرة المواد كالمخدرات.
- اضطرابات الأكل، بما فيها القهم العصبي، والنهام العصبي.
- اضطراب نقص الانتباه مع فرط النشاط.
- اضطرابات جسديّة الشكل.
- اضطرابات تفارقيّة.

## إدارة العلاج
يعد العلاج النفسي العلاجَ الرئيسي لاضطراب الشخصيّة الحدّي. وينبغي للعلاج أن يُبنى على الحاجات الفرديّة للأشخاص أكثر من مجرد التشخيص العام للاضطراب. تفيد الأدوية في علاج الاضطرابات ذات المراضة المشتركة، مثل الاكتئاب والقلق. وقد وجد أن الاستشفاء قصير الأمد ليس أكثر فعاليّةً بالمقارنة مع الرعاية الاجتماعيّة طويلة الأمد التي تشمل المنع طويل الأمد من السلوك الانتحاري.

### العلاج النفسي

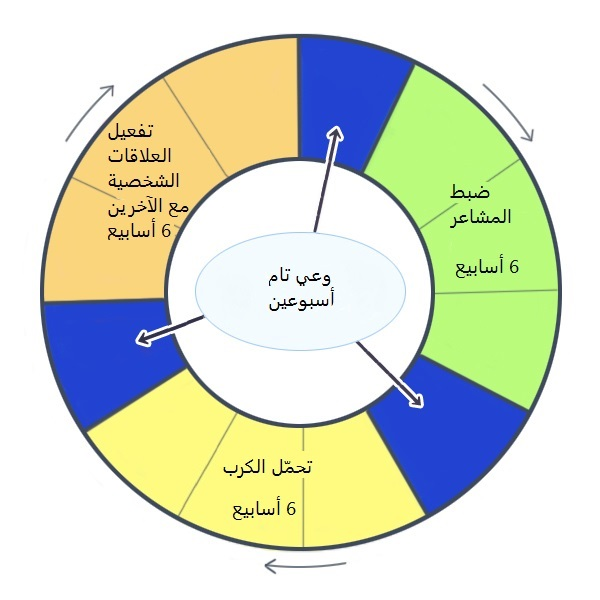
دائرة تدريب مهارات المجموعة في العلاج السلوكي الجدلي.

إنّ العلاج النفسي طويل الأمد حالياً هو العلاج الأمثل لاضطراب الشخصيّة الحدّي. هناك ستّة أنواع علاجٍ متوفّرةٍ لاضطراب الشخصيّة الحدّي هي:
- علاج نفسي تفكيكي ديناميكي DDP.[106]
- المعالجة المعتمدة على التعقّل MBT
- علاج نفسي مركّز على التحويل TFP
- علاج سلوكي جدلي DBT
- إدارة العلاج النفسي العامّة
- علاج مركّز على التخطيط.[28]

وفي حين «العلاج السلوكي الجدلي» DBT هو الأكثر دراسةً بين أساليب العلاج المذكورة، فإن البحث التجريبي ودراسات الحالة أظهرت أنّ جميع تلك الأساليب العلاجية فعّالةٌ في علاج اضطراب الشخصيّة الحدّي باستثناء العلاج المركّز على التخطيط. وعلى كلٍّ فالعلاج طويل الأمد من أيّ نوعٍ -ولو كان العلاج المركز على التخطيط- أفضل من دون علاج، وخاصّة عند تقليل الدافع إلى إيذاء النفس.
يرتكز العلاجان النفسيان المعتمدان على التعقّل والتحويل على مبادئ الديناميكيّة النفسيّة، في حين يعتمد «العلاج السلوكي الجدلي» على مبادئ السلوك المعرفي وعلى الوعي. تَجمع «إدارة العلاج النفسي العامّة» المبادئ الأساسيّة لأساليب العلاج التفصيليّة، وتعدّ سهلة التعلّم ولا تتطلّب الجهد الكبير. أظهرت دراسة لعيّناتٍ عشوائيّةٍ من التجارب أنّ العلاج باستخدام أسلوبي «العلاج السلوكي الجدلي» DBT، و«العلاج المعتمد على التعقّل» MBT هما الأكثر نجاعةً، وأنّهما يشتركان في عديدٍ من الأمور المتشابهة. بيّنت دراسة أخرى أنّ أسلوب «العلاج النفسي التفكيكي الديناميكي» DDP يمكن أن يكون أكثر فاعليةً من DBT أي «العلاج السلوكي الجدلي». يهتمّ الباحثون يإيجاد صيغةٍ مختصرةٍ من أساليب العلاج المذكورة وتطويرها، وذلك من أجل زيادة اليسر والتقليل من الأعباء المادية على المرضى، ولتخفيف عبء توفير الموارد على مزوّدي العلاج.
من وجهة نظرٍ ديناميكيّةٍ نفسيّةٍ فالمشكلة الخاصّة التي تواجه العلاج النفسي هو الإسقاط النفسي إذ يتطلّب الأمر من المعالج النفسي أن يكون مرناً في التفكّر في الصفات السلبيّة لدى المريض أكثر من التفسير السريع للإسقاط. يشير بعض الباحثين إلى أنّ استخدامَ وسائل تأمّلٍ مثل الوعي التام يمكن أن يجلب تغيّراتٍ بنيويّةٍ مرغوبةٍ في العقل فيما يتعلّق باضطراب الشخصيّة الحدّي، كما يمكن لجلسات التأمّل الواعي التام أن تخفّفَ من أعراضٍ مميّزةٍ لاضطراب الشخصيّة الحدّي.

### الأدوية
أظهر منشور مراجعةٍ علميٍّ من قبل مؤسسة كوكرين سنة 2010 أنّ لا دواءَ أظهر نجاعةً في علاج الأعراض الرئيسيّة لاضطراب الشخصيّة الحدّي من حيث الشعور المزمن بحالة الفراغ واضطراب الشخصيّة والهُجران، ولكن -ورغم ذلك- وجد مؤلّفو ذلك المنشور أنّ لبعض الأدوية تأثيراً على أعراضٍ منفصلةٍ مترافقةٍ مع هذا الاضطراب، أو أعراض المراضات المشتركة.
من بين المضادات النمطيّة للذِّهان التي دُرست فيما يخصُّ اضطراب الشخصيّة الحدّي وُجد أن دواء هالوبيريدول يخفّف من الغضب، في حين إن فلوبينتكسول يمكن أن يقلل احتماليّة حدوث انتحار. أمّا من بين المضادات غير النمطيّة للذِّهان فإن أريبيبرازول يمكن أن يخفّف من المشاكل مع الأشخاص المحيطين، كما يمكن أن يحدّ من الاندفاعيّة ومن الغضب ومن الأعراض الزَّوَرانيّة الذِّهانيّة؛ الاكتئاب والقلق والاضطرابات النفسيّة العامّة. يمكن لعقار أولانزابين أن يخفّف من الشعور بعدم الاستقرار والغضب، في حين كان تأثير زيبراسيدون غير مهم.
من بين مثبّتات المزاج التي دُرست وُجد أن لاموتريجين يمكن أن يخفف من الاندفاعيّة والغضب، وأنّ توبيرامات يمكنه أن يقلّل من المشاكل في العلاقات مع الأشخاص ومن الاندفاعيّة والقلق والغضب والاضطرابات النفسيّة العامّة، فيما وُجد أنّ تأثير كاربامازيبين غير مهم. إلا أنه من بين مضادات الاكتئاب وُجد أن أميتربتيلين يمكنه أن يخفّف من الاكتئاب، في حين إنّ كلًا من ميانسيرين وفلوكسيتين وفلوفوكسامين وفينيلزين سلفات لم تظهر أي تأثيراتٍ مهمّةٍ.
أوصى المعهد الوطني للصحة وتفوّق الرعاية NICE سنة 2009 -بما يخصّ معالجة اضطراب الشخصيّة الحدّي يالأدوية- بما يلي: «إنّ العلاج الدوائي لا ينبغي استخدامه استخدامًا خاصٌّا ومُحددًا بهدف علاج اضطراب الشخصيّة الحدّي، أو أيٍّ من أعراضٍ فرديّةٍ، أو أي سلوكٍ مُرافقٍ لهذا الاضطراب». رغم ذلك فإنّ المعالجة بالأدوية والعقاقير يمكن استخدامها من أجل المعالجة الكلّية لحالات المراضة المشتركة، ولكن ينصح بالتخفيف وإيقاف أي علاجٍ دوائيٍّ غير ضروري.

### تقييم الخدمات
هناك فرق كبير بين عدد الأشخاص الذين يمكنهم الاستفادة من العلاج وعدد أولئك الذين عولجوا. هذه الظاهرة التي تدعى «فجوة العلاج» تشمل إعراض المصابين بهذا الاضطراب عن الخضوع للعلاج، وعدم التشخيص الكافي للاضطراب من قبل مسؤولي الصحة، بالإضافة إلى قلّة العدد والإمكانيات المحدودة من أساليب العلاج المتطورة والحديثة. مع ذلك فإنّ نسبة الأفراد المصابين باضطراب الشخصيّة الحدّي الموجودين في مراكز الاستشفاء النفسيّة تبلغ حوالي 20% من المراجعين حسب إحدى الدراسات. إنّ أغلب الأشخاص المصابين باضطراب الشخصيّة الحدّي الخاضعين للعلاج يستمرّون في علاجهم بزيارة العيادات الخارجيّة بشكلٍ مستمرٍّ ولعدّة سنواتٍ، وذلك مقارنةً مع عدد من يعالَجون بأسلوب العيادات الداخليّة، والذين يتناقص عددهم بمرور الوقت.
على العموم هناك تفاوت في خبرة الخدمات المقدّمة لعلاج اضطراب الشخصيّة الحدّي. يمثّل تقييم خطر الانتحار تحدّياً للمعالجين، إذ إنّ المرضى أنفسّهم يقلّلون من خطورة السلوك المؤدي لإيذاء النفس الأمر الذي يدفعهم لاحقاً -مع الزمن وعند حدوث أزماتٍ- إلى محاولاتٍ متكرّرةٍ للانتحار. خاصّةً وأنّ «اضطراب الشخصيّة الحدّي» هو أكثر اضطرابات الشخصيّة المترافق مع حدوث حالات انتحار.

## المآل
تُظهر توقّعات سير المرض بالنسبة لاضطراب الشخصيّة الحدّي أنّه يمكن لغالبية المصابين مع العلاج أن يجدوا الراحة من الأعراض الضائقة، وأن يجدوا الهدأة، والتي يمكن تعريفها في هذه الحالة على أنها الراحة المستمرّة من أعراض هذا الاضطراب لمدّة سنتين على الأقل. أظهرت دراسة طوليّة  قامت بتتبّع الأعراض لدى المصابين باضطراب الشخصيّة الحدّي أنّ 34.5% من حالات الهدأة أنجزت خلال سنتين من بداية الدراسة، وفي غضون أربع سنواتٍ فإن 49.4% وجدوا الهدأة، في حين إنّ 68.6% وجدوا الهدأة في غضون ست سنواتٍ، وعند انتهاء الدراسة كان 73.5% من المشاركين فيها قد وجدوا الهدأة. إلى ذلك فإنّ 5.9% فقط من المصابين الذين حققوا شفاءً من الأعراض عايشوا نكساتٍ مجددًا. وجدت دراسة متأخّرة أنّه بعد مرور عشر سنوات من بداية الاستشفاء، فإنّ 86% من المرضى عايشوا حالة شفاءٍ مستمرّةٍ من الأعراض دونما نكساتٍ.
بناءً عليه فإنّه بعكس المفهوم الشائع بين الناس فإنّ الشفاء من اضطراب الشخصيّة الحدّي ليس ممكناً فقط، بل شائع الحدوث حتّى في الحالات ذات الأعراض المستعصية، ولكن تجدر الإشارة إلى أنّ تلك النسبة المرتفعة من حالات الشفاء من الأعراض الضائقة جرى ملاحظتها على أشخاصٍ كانوا تلقّوا العلاج.
يمكن لشخصيّة المريض أن تلعب دوراً مهماً خلال العلاج، مما يقود إلى نتائجَ سريريّةٍ أفضلَ، إذ إنّ الأشخاص ممّن لديهم سمة أكبر من الوفاق والخاضعين لنمط "العلاج السلوكي الجدلي" DBT أظهروا نتائجَ إيجابيّةً أكثر من أولئك الذين لديهم سمة وفاقٍ ضعيفةٍ، أو ممّن لم يُعالَجوا بأسلوب DBT. وُجد هذا الترابط نتيجة الاحتكاك المباشر بين المعالج والمريض؛ بمعنى أنّ المرضى ذوي الوفاق المرتفع كانوا متعاونين تعاونًا أكبر مع معالجيهم، مّما أدى بدوره إلى نتائجَ سريريّةٍ أفضل.
إضافةً إلى الشفاء من الأعراض الضائقة المزعجة لاضطراب الشخصيّة الحدّي، فإنّ المصابين بهذا الاضطراب الذين يخضعون للعلاج يمكن لهم أن يحقّقوا مستوياتٍ مرتفعةً من الوظائف النفسية الاجتماعيّة مرّةً أخرى. أظهرت دراسة طوليّة تتبّعت المقْدرات في مجال العلاقات الاجتماعيّة للمصابين أنّه بعد ست سنواتٍ من بدء التشخيص بالاضطراب فإنّ ثمة 56% منهم أظهروا علاقاتٍ جيّدةً في محيط المجتمع والعمل مقابل نسبة 26% فحسب من المشاركين الذين جرى سؤالهم عند بداية التشخيص بالاضطراب.

## معدل الانتشار
قُدّر معدّل انتشار اضطراب الشخصيّة الحدّي بشكلٍ أوّليٍّ بحوالي 1 إلى 2 % من تعداد السكّان العام، وأنّ حدوثه أكبر بثلاث مرّاتٍ عند النساء مقارنةً بالرجال. بالمقابل فإنّ دراسة معدّل الانتشار العمرية لاضطراب الشخصيّة الحدّي -وقد أجريت سنة 2008- أظهرت أنّ 5.9% من التعداد العام مصابون بهذا الاضطراب، وأنّ النسبة بين الرجال والنساء متقاربة (5.6% رجال و6.2% نساء). هذا الفرق في معدّلات الإصابة بين الرجال والنساء في تلك الدراسة لم يكن لها أي دلالةٍ إحصائيّةٍ (اعتداد).
يُقدّر بأنّ حوالي 20% من حالات الاستشفاء النفسيّة في المصحّات هي من اضطراب الشخصيّة الحدّي، وأنّها 10% في الحالات بالنسبة للمرضى الخارجيّين. وفي نسبةٍ أخرى مقاربةٌ وُجد أن المصابين بهذا الاضطراب يشغلون 25% من أسرّة ردهات الأمراض النفسيّة، وما لا يقلّ عن 15% من مراجعات العيادات الخارجية لقسم الأمراض النفسيّة.

## أمور خلافيّة

### مصداقيّة الشهادة أمام المحكمة وصلاحيتها
كانت مصداقيّة الأشخاص المصابين باضطراب الشخصيّة الحدّي موضع تساؤلٍ وبحثٍ في الولايات المتحدّة الأمريكيّة منذ ستّينات القرن العشرين على الأقل. ثمة شكوك في أنّ خاصيّتان متوفّرتان عند هؤلاء الأشخاص تزيدان من أهمّية هذا الأمر وهما حدوث حالة التفارق، وإمكانيّة حدوث كذبٍ أثناء أداء الشهادة.
هناك عدم اتفاقٍ بين الباحثين فيما إذا كان التفارق (وهو حدوث حالة انفصالٍ عن المشاعر والشروط الفيزيائيّة المحيطة) يمكنه أن يؤثّر في قدرة المصابين باضطراب الشخصيّة الحدّي على تذكّر وقائعَ حدثت في الماضي بتفاصيلها. بيّنت دراسة أجريت سنة 1999 وجود ضعفٍ في خاصية التحديد في ذاكرة السيرة الذاتيّة عند مرضى هذا الاضطراب، وكان هذا متوافقاً مع حدوث حالات تفارق. غير أنه في دراسةٍ أوسعَ أجريت سنة 2010 وُجد بأنّ من لديهم أعراض اضطراب الشخصيّة الحدّي بدون اضطرابٍ اكتئابيٍّ عندهم ذاكرة جيدة للسيرة الذاتية بشكلٍ أكبرَ ممن لا يملكون هذه الأعراض (أي أعراض BPD) ولكن مع وجود اكتئابٍ لديهم؛ وعليه فإنّ وجود حالة الاكتئاب عند هؤلاء الأشخاص كان السبب الرئيسي لعدم قدرتهم على تذكّر وقائعَ من الماضي بتفاصيلها، ممّا يعني أن ضعف ذاكرة السيرة الذاتيّة ليس بأمرٍ مقترنٍ مع التفارق أو مع الأعراض الأخرى لهذا الاضطراب.
وبينما يدّعي -من جهةٍ أخرى- بعض باحثي علم النفس أنّ مرضى اضطراب الشخصيّة الحدّي قد يستخدمون الكذب في بعض الأحيان، نجد -بالمقابل-باحثين آخرين أقرَّوا بأنّ ثمّة حالاتٍ نادرةٍ من الكذب عند مرضى اضطراب الشخصيّة الحدّي BPD. ختامًا فإنّ الكذب ليس من السمات المميّزة لاضطراب الشخصيّة الحدّي، إنّ الاعتقاد يأنّ المريض يكذب يمكنه أن يؤثّر على نوعيّة الرعاية الصحّية التي يتلقّاها من النظام الصحّي والتشريعي.

### الفوارق بين الجنسين
تشير بعض الدراسات إلى أنّ النسبة العظمى ممن لديهم أعراض اضطراب الشخصيّة الحدّي ويتلقّون العلاج في العيادات هنّ من النساء. يعود هذا الأمر إلى أنّ للنساء قابليّةً أكبرَ للخضوع لعلاج هذا الاضطراب، حيث يميل الرجال -بالمقابل- ميلًا أكبرَ إلى الخضوع لعلاج الأعراض BPD المصاحبة مثل العلاج من معاقرة المواد كالمخدرات والكحول، فضلًا عن أنّ الرجال يمكن أن يُقدموا على الانتحار أكثرَ من النساء قبل حدوث تشخيصٍ للمرض.

### التلاعب النفسي
بحسب النسخة الرابعة من الدليل التشخيصي والإحصائي للاضطرابات النفسيّة DSM-IV-TR يعدّ سلوك التلاعب النفسي للحصول على الرعاية أحد المميّزات لاضطراب الشخصيّة الحدّي. أشارت أخصائية الطب النفسي «مارشا لاينهان» Marsha Linehan إلى أنّ هذا السلوك من المصابين باضطراب الشخصيّة الحدّي -والذين يريدون أن يوصلوا ألمهم الشديد، أو ممن وصلوا إلى مرحلة إيذاء النفس أو الانتحار- نابع من رغبتهم في التأثير على سلوك الآخرين. من جهةٍ أخرى بما أنّ مرضى هذا الاضطراب تعوزهم القدرة على الإدارة الناجحة للمشاعر المؤلمة وللتحدّيات الشخصيّة، فإنّ تعبيرهم المتكرّر للألم الشديد، ولإيذاء الذات، والسلوك الانتحاري يمكن أن يكون محاولةً منهم لضبط المزاج، أو محاولة اتخاذ آليّة هروبٍ من المواقف التي لا يحتملونها.

### الوصمة الاجتماعيّة

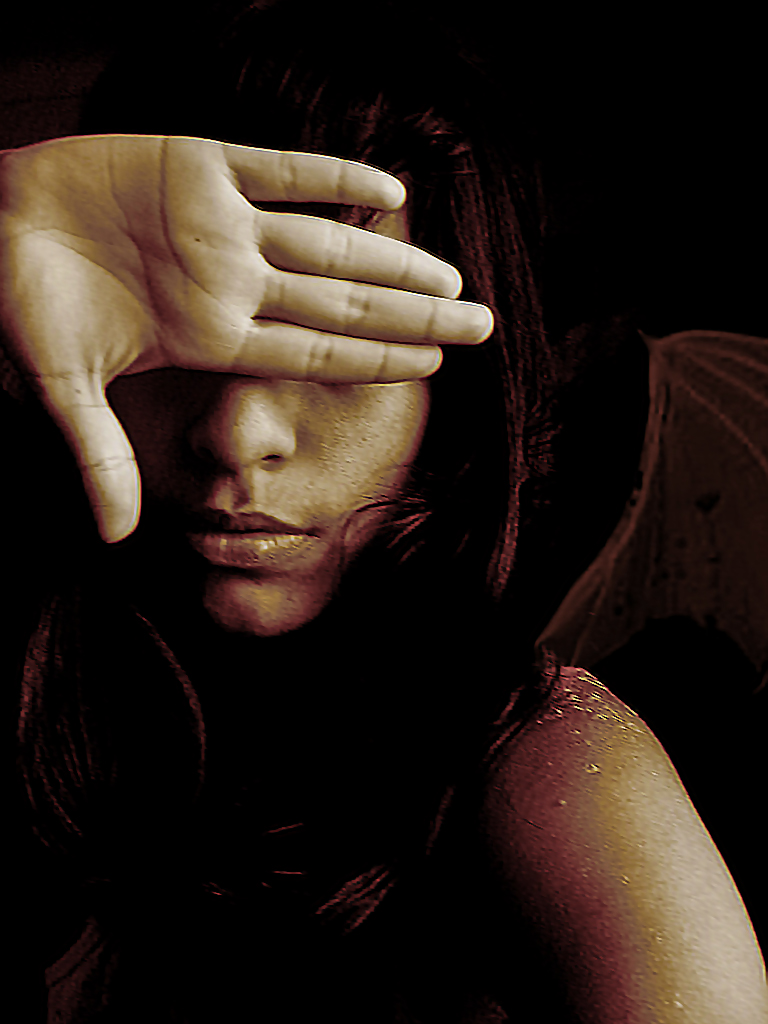
بورتريه ذاتي باسم للمصورة البيروفية [نسبةً إلى البيرو] أمبارو توريس. يرفض المتضررون مواجهة العلاج النفسي في كثيرٍ من الأحيان، وأحد أكثر تلك الأسباب شيوعاً هو الشعور بالوصمة الاجتماعية.

تتضمّن خصائص اضطراب الشخصيّة الحدّي وجود عدم استقرارٍ عاطفيٍَ، وعلاقاتٍ مضطربةٍ مع الأشخاص المحيطين، ممّا يدفعهم إلى البحث عن علاقاتٍ حميمةٍ، وإلى الخوف من الرفض الاجتماعي. بالمقابل فإنّ الوسط المحيط يمكن له أن يستخدم مصطلحاتٍ يعتبرها المصابون باضطراب الشخصيّة الحدّي ازدرائيّةً مثل القول في وصف أحدهم إنه «عَسِر»، و«مقاوم للعلاج»، و«متلاعب»، و«متطلِّب»، و«باحث عن استرعاء الانتباه». إنّ استعمال مثل هذه الألفاظ يمكن أن يكون لها التأثير السلبي الكبير على علاج هؤلاء المرضى، ممّا قد يدفعهم بالنهاية إلى سلوك التدمير الذاتي المتمثّل بإيذاء الذات أو الانتحار.
العنف الجسدي
تتضمّن «الوصمة الاجتماعيّة» التي تسم مرضى اضطراب الشخصيّة الحدّي وجود اعتقادٍ بين الناس المحيطين بهم أنّ هؤلاء المصابين بذلك الاضطراب لديهم القابلية للقيام بأعمال عنيفةٍ اتجاه الآخرين، وهذا الأمر شائعٌ تصويره في الأفلام والإعلام المرئي على أنّه كذلك بالرغم من أنّ أغلبية الباحثين متّفقون على أنّ مرضى هذا الاضطراب لا يقومون غالباً بإيذاء الآخرين جسدياً. صحيح أنّه قد تنتابهم مشاعر غضبٍ شديدةٍ، ولكنّهم يعكسون ذاك الغضب داخليّاً تجاه أنفسهم، وذلك على العكس من المصابين باضطراب الشخصيّة المعادية للمجتمع ASPD، والذين يميلون إلى التنفيس عن مشاعر غضبهم بإيذاء المحيطين حولهم. إضافةً لذلك فإنّ الكثير من البالغين المصابين باضطراب الشخصيّة الحدّي ممن عانوا من انتهاكاتٍ جنسيّةٍ في طفولتهم يرفضون مطلقاً التعبير عن الغضب من خلال إيذاء الآخرين.
أسلوب تقديم الرعاية الصحيّة
يُشكّل المصابون باضطراب الشخصيّة الحدّي تحدّياً كبيراً للمعالجين النفسيين من أجل علاجهم، وذلك مقارنةً مع المجموعات الأخرى من المصابين باضطراب الشخصيّة، حيث يتطلّب الأمر الكثيرَ من الحكمة والمهارة وتدريب الكوادر من الأطباء النفسيّين والمعالجين والممرّضين. تقرّ غالبيّة الطقم العامل في العلاج بوجود صعوباتٍ في التعامل مع المصابين باضطراب الشخصيّة الحدّي، مقارنةً مع المجموعات الأخرى من زائري العيادات للعلاج. ممّا أدّى في النهاية إلى تكثيف الجهود الداعمة لتحسين أسلوب تعامل المعالجين مع المصابين بهذا الاضطراب.
بما أنّ التشخيص بوجود اضطراب الشخصيّة الحدّي يسم المريض بالوصمة الاجتماعيّة، فإنّ ردود الأفعال السلبيّة من قبل المعالجين يمكن أن يزيد من سوء حالة المريض، وخاصّةً ممّن عانى من انتهاكٍ جنسيٍّ في طفولته. حسب نظرية التحليل النفسي فإنّ قيام طاقم العلاج بالتعبير بشكلٍ أو بآخرَ عن إظهار الوصمة لدى مرضى اضطراب الشخصية الحدي هو نتيجة حدوث انتقال مقابل. هذا الأمر يؤدّي إلى حدوث شرخٍ في التشاعر (تبادل المشاعر) بين المعالج والمريض، ممّا قد يؤدي -نهايةَ المطاف- إلى ردود أفعالٍ علاجيّةٍ غير مرغوبةٍ، بما في ذلك الاستخدام غير الضروري للأدوية، واستخدام طرقٍ محدودةٍ للعلاج. في حالاتٍ أخرى يؤدّي استخدام توصيف اضطراب الشخصيّة الحدّي إلى الحدّ من الحصول على الرعاية الصحّيّة الكافية لهذا الاضطراب بسبب تلك الوصمة الاجتماعيّة.

### الاصطلاح
تصف فئة من المعالجين استخدام توصيف اضطراب الشخصيّة الحدّي على أنه أمر يسبب إشكالياتٍ، ومن الأفضل تجنّب استخدام هذا المصطلح، أو حتّى تغيير الاسم. بالرغم من أنّ البعض لا توجد عندهم مشكلة في ذلك، إلا أن البعض الآخر يشير إلى ضرورة استبداله، وذلك أمر يعود إلى الوصمة الاجتماعيّة حسب نظرية الوصم، ممّا قد يؤدّي إلى إعاقة العلاج.
قُدّمت مجموعة من الاقتراحات بهذا الصدد غير أنّ الإصدار الخامس من الدليل التشخيصي والإحصائي للاضطرابات النفسية (DSM-5) سنة 2013 أبقى على اسم الاضطراب كما هو.

## المجتمع والثقافة
هناك العديد من الأعمال الفنيّة التي صوّرت شخصياتها على أنّها مصابة باضطراب الشخصيّة الحدّي أو لها سمات مقاربة له، وذلك على صعيد الأفلام أو المسلسلات أو الروايات.
الأفلام
- العب بأسلوب غامض من أجلي Play Misty for Me، وهو فيلم إثارة نفسيّة، إنتاج سنة 1971 ومن بطولة كلينت إيستوود وإخراجه.[156] على الرغم من أنّ الشخصيّة كانت عنيفةً اتجاه الآخرين أكثر منها اتجاه نفسها، وهو أمر غير مميّزٍ لاضطراب الشخصيّة الحدّي.[157]
- فتاة، قوطعت (فيلم) Girl, Interrupted وهو فيلم دراما مستند على روايةٍ بالاسم نفسه.

المسلسلات
- السوبرانو The Sopranos.
- ويل وغريس Will & Grace

الروايات
- مذكرات فتاة قوطعت Girl, Interrupted للكاتبة سوزانا كايسن، وهي مذكّرات تصف فيها كاتبتها علاجها من اضطراب الشخصيّة الحدّي في مستشفى الأمراض النفسية.
- أخرجوني من هنا: قصة علاجي من اضطراب الشخصية الحدي Get Me Out of Here: My Recovery from Borderline Personality Disorder للكاتبة راشل ريلاند Rachel Reiland
- أغنيات الجزر الثلاث Songs of Three Islands للكاتبة ميليسنت مونكس Millicent Monks

التوعية
سنة 2008 أقرّ مجلس النواب الأمريكي بجعل شهر أيار/مايو من كل عامٍ في الولايات المتّحدة الأمريكيّة شهراً تقام فيه حملات للتوعية فيما يخص اضطراب الشخصيّة الحدّي.

## اقرأ أيضاً
- اضطراب الشخصية
- إضفاء المثالية وإنقاص القيمة
- اضطراب ثنائي القطب النوع الأول
- هستيريا النساء

## هوامش
- ملاحظة 1: يرمز له اختصاراً BPD من Borderline personality disorder)، كما يدعى هذا الاضطرابات أيضاً اضطراب الشخصيّة غير المستقرّة عاطفياً أو اضطراب الشدّة العاطفيّة أو النمط الحدّي حسب المراجعة العاشرة للتصنيف الدولي للأمراض (ICD-10)، (أو بالاسم الشائع اضطراب الشخصيّة الحدّية)،[132]

## كتب
- Bateman, A. W. y Fonagy, P.: Mentalization-based treatment of BPD, Journal of Personality Disorders, febrero 2004 18 (1): 36-51.
- Clarkin, J. F.; Marziali, E. y Munroe-Blum, H.: Borderline Personality Disorder: Clinical and Empirical Perspectives. Guilford press, 1992 "MARZIALI"+"T+he+Etiology+of+Borderline+Personality+Disorder:+..."+&ots=i1e-dJqHtm&sig=MEb6vlGtA_jMXOBIRZqpccvunY0#PPR12,M1 على جوجل كتب ISBN 0-89862-262-X
- Fonagy, P.; Bateman, A. W.: (abril 2006). Mechanisms of change in mentalization-based treatment of BPD. J. Clin Psychol, abril 2006, 62 (4): 411-30.
- Horowitz, M. J.: Psychotherapy for Borderline Personality: Focusing on Object Relations, The American Journal of Psychiatry, mayo 2006, 163 (5): 944-5.
- Linehan, M. M.; Tutek, D. A.; Heard, H.L. y otros: Interpersonal Outcome of Cognitive Behavioral Treatment for Chronically Suicidal Borderline Patients. The American Journal of Psychiatry, diciembre 1994 151 (12): 1771.
- Mahari, A. J.: The legacy of abandonment in borderline personality disorder, Phoenix Rising Publications[وصلة مكسورة], junio 2006 ISBN 1-4276-1453-9
- Reynolds, S.; Lindenboim, N.; Comtois, K. A., y otros: Risky Assessments: Participant Suicidality and Distress Associated with Research Assessments in a Treatment Study of Suicidal BehavioR. Suicide & Life - Threatening Behavior, junio 2005 36 (1): 19.
- Twemlow, S.; Fonagy, P.; Sacco, F.: A developmental approach to mentalizing communities: I. A model for social changE. Bulletin of the Menninger Clinic, 2005 69 (4): 265.
- Vinocur, D.: Mental representations, interpersonal functioning and childhood trauma in personality disorders. Long Island University: The Brooklyn Center, 2005 AAT 3195364.
- Zeigler-Hill, V.; y Abraham, P.: Borderline personality features: Instability of self-esteem and affec. Journal of Social & Clinical Psychology, junio 2006 25 (6): 668-687.